# Boriki, Gabrovo
Boriki (în bulgară Борики) este un sat în comuna Gabrovo, regiunea Gabrovo,  Bulgaria. 

## Demografie
Componența etnică a satului Boriki
     Bulgari (99,21%)
     Nicio identificare (0,78%)
     Altele (0%)
La recensământul din 2011, populația satului Boriki era de 127 locuitori. Din punct de vedere etnic, majoritatea locuitorilor (99,21%) erau bulgari. Pentru 0,78% din locuitori nu este cunoscută apartenența etnică.